# Еллікоттвілл (Нью-Йорк)
Еллікоттвілл (англ. Ellicottville) — місто (англ. town) в США, в окрузі Каттарогус штату Нью-Йорк. Населення — 1315 осіб (2020).

### Клімат
| Клімат : Еллікоттвілл                                      | Клімат : Еллікоттвілл | Клімат : Еллікоттвілл | Клімат : Еллікоттвілл | Клімат : Еллікоттвілл | Клімат : Еллікоттвілл | Клімат : Еллікоттвілл | Клімат : Еллікоттвілл | Клімат : Еллікоттвілл | Клімат : Еллікоттвілл | Клімат : Еллікоттвілл | Клімат : Еллікоттвілл | Клімат : Еллікоттвілл | Клімат : Еллікоттвілл |
| Показник                                                   | Січ.                  | Лют.                  | Бер.                  | Квіт.                 | Трав.                 | Черв.                 | Лип.                  | Серп.                 | Вер.                  | Жовт.                 | Лист.                 | Груд.                 | Рік                   |
| Абсолютний максимум, °C                                    | 21,1                  | 19,4                  | 26,7                  | 31,1                  | 31,7                  | 35,0                  | 35,6                  | 34,4                  | 35,0                  | 30,0                  | 25,0                  | 21,7                  | 35,6                  |
| Середній максимум, °C                                      | −1,1                  | 0,6                   | 5,0                   | 12,8                  | 18,9                  | 23,9                  | 25,6                  | 25,0                  | 21,1                  | 14,4                  | 8,3                   | 1,1                   | 12,8                  |
| Середня температура, °C                                    | −5,6                  | −5                    | −0,6                  | 6,7                   | 12,2                  | 17,2                  | 19,4                  | 18,9                  | 15,0                  | 8,9                   | 3,9                   | −2,8                  | 7,2                   |
| Середній мінімум, °C                                       | −10,6                 | −10,6                 | −6,7                  | 0,0                   | 5,0                   | 10,6                  | 12,8                  | 12,2                  | 8,3                   | 2,8                   | −1,1                  | −6,7                  | 1,1                   |
| Абсолютний мінімум, °C                                     | −32,2                 | −33,3                 | −27,8                 | −15                   | −6,7                  | −1,7                  | 1,1                   | −0,6                  | −5,6                  | −10                   | −20,6                 | −30                   | −33,3                 |
| Норма опадів, мм                                           | 95                    | 72                    | 88                    | 93                    | 95                    | 114                   | 120                   | 106                   | 115                   | 106                   | 109                   | 104                   | 1219                  |
| ---------------------------------------------------------- | --------------------- | --------------------- | --------------------- | --------------------- | --------------------- | --------------------- | --------------------- | --------------------- | --------------------- | --------------------- | --------------------- | --------------------- | --------------------- |
| Джерело: The Weather Channel (Historical Monthly Averages) |                       |                       |                       |                       |                       |                       |                       |                       |                       |                       |                       |                       |                       |

## Демографія
Згідно з переписом 2010 року, у місті мешкало 1598 осіб у 755 домогосподарствах у складі 423 родин. Було 2489 помешкань
Расовий склад населення:
| - 96,8 % — білих - 0,8 % — корінних американців - 0,3 % — азіатів - 0,2 % — чорних або афроамериканців - 0,1 % — вихідців з тихоокеанських островів |

До двох чи більше рас належало 1,8 %. Частка іспаномовних становила 1,4 % від усіх жителів.
За віковим діапазоном населення розподілялося таким чином: 18,5 % — особи молодші 18 років, 60,5 % — особи у віці 18—64 років, 21,0 % — особи у віці 65 років та старші. Медіана віку мешканця становила 49,3 року. На 100 осіб жіночої статі у місті припадало 104,9 чоловіків;  на 100 жінок у віці від 18 років та старших — 102,6 чоловіків також старших 18 років.
Середній дохід на одне домашнє господарство  становив 78 313 долари США (медіана — 61 364), а середній дохід на одну сім'ю — 92 371 долар (медіана — 78 487). Медіана доходів становила 47 813 долари для чоловіків та 42 500 доларів для жінок. За межею бідності перебувало 8,5 % осіб, у тому числі 10,3 % дітей у віці до 18 років та 8,1 % осіб у віці 65 років та старших.
Цивільне працевлаштоване населення становило 672 особи. Основні галузі зайнятості: освіта, охорона здоров'я та соціальна допомога — 19,6 %, мистецтво, розваги та відпочинок — 15,5 %, будівництво — 15,5 %.